# Labinot-Fushë
Labinot-Fushë är en ort och tidigare kommun i Albanien. Den ligger i Elbasan prefektur i den centrala delen av landet, 30 km sydost om huvudstaden Tirana.
Trakten runt Labinot-Fushë består till största delen av jordbruksmark.  Runt Labinot-Fushë är det ganska tätbefolkat, med 192 invånare per kvadratkilometer.